# Щербатов, Василий Григорьевич
Князь Васи́лий Григо́рьевич Щерба́тов (ум. после 1601) — голова, городовой и полковой воевода в царствование Ивана Грозного, Фёдора Иоанновича и Бориса Годунова.
Представитель княжеского рода Щербатовых (Рюриковичи). Младший сын князя Григория Васильевича Щербатова. Старшие братья — князья Иван, Никита, Андрей и Семён Щербатовы.

## Биография
В 1576 году во время осады Ревеля (Таллина) служил головой в полку левой руки князя Андрея Дмитриевича Палецкого. Дворянин московский (1577), в списке этого года написано: служил из выбора и над его именем помета "сказал болен, на Москве" (1577). В 1580 году — второй воевода сторожевого полка в Ржеве, в 1581 году — полковой воевода в Новгороде-Северском.
В 1582 году находился на воеводстве в Орле, а в 1583 году — в Новосили. В 1584—1585 годах — в виду нашествия татар второй воевода полка левой руки в Кашире.
В 1586 году — во время прихода татар в Сколпино, второй воевода сторожевого полка, тоже в Серпухове (1587). В 1588 году — сходный воевода полка левой руки в Кашире. В 1591 году находился на воеводстве в Пронске и второй воевода левой руки за Окой, тоже (1597).
В 1600 году в Украинном разряде служил вторым, а за отсутствием первого — первым воеводой большого полка на южнорусской границе. Назначение В. Г. Щербатова вторым воеводой в Большой полк (находившийся тогда в Мценске) задело родовую честь князя Ивана Андреевича Сонцова-Засекина, и он бил челом царю на князя Васильева деда Щербатова: «ему, князю Ивану, меньше кн. Васильева деда Щербатова быть невместно». Царь велел боярам сыскать случаи в разрядах и учинить приговор. Бояре распорядились записать на челобитной князя Сонцова-Засекина, чтобы ему быть без мест, по росписи, а по окончании службы дать ему суд в «отечестве» и счёт на князя Васильева деда Щербатова.
В 1601 году — объезжий голова в Москве, от Никитской до Неглинной.
Умер бездетным.